# П'єштяни (аеропорт)
Аеропорт П'єштяни словац. Letisko Piešťany (IATA: PZY, ICAO: LZPP) — аеропорт, що обслуговує курортне місто П'єштяни, Словаччина. 
Аеропорт використовується для музичних фестивалів влітку та є домівкою Військово-історичного музею в П'єштянах.

## Авіакомпанії та напрямки
{{Airport destination list

| AirExplore | Сезонний чартер: Анталія 

| Arkia | Сезонний чартер: {{|Тель-Авів}}

| Tailwind Airlines | Сезонний чартер: Анталія

}}

## Статистика
Див. джерело запитів Вікіданих та джерела.